# Епископ шабачко-ваљевски Михаило
Михаило (световно Милан Урошевић; Брестовац код Крагујевца, 23. јун/4. јул 1868 — Врњачка Бања, 22. август 1933) био је епископ Српске православне цркве.

## Живот
Епископ Михаило је рођен 4. јула 1868. у Брестовцу, Округ крагујевачки. Завршио је богословију и Духовну академију у Москви. Рукоположен је у чин ђакона и презвитера по завршетку богословије.
Када је остао удов, примио је монашки чин и до избора за епископа био старешина манастира Враћевшнице и Српског подворја у Москви.
Члан Помесног сабора Православне Руске Цркве 1917–1918. године као представник Српске православне цркве, учествовао је на све три седнице (са незнатним прекидима), члан IX и XXIII одељења. Године 1918. ухапсили су га бољшевици, али је пуштен на слободу на захтев пастве.
У јануару 1919. године вратио се у своју домовину, служио је као администратор Шабачке епархије. Изабран је за епископа шабачког 1921, хиротонисан у саборној цркви у Београду 1. јануара 1922. године, а у Шапцу 26. фебруара. Умро је 22. августа 1933. у Врњачкој Бањи, а сахрањен у Шапцу у епископској гробници.